# ناحیه چراغچی
چراغچی (ازبکی: Чироқчи, Chiroqchi}} یک ناحیه در ازبکستان است که در ولایت کشک‌دریا واقع شده‌است. ناحیه چراغچی ۲۰۰ کیلومتر مربع مساحت و ۳۰٬۰۰۰ نفر جمعیت دارد.